# Mall of Tripla
Mall of Tripla är ett köpcentrum som ligger i Mellersta Böle i Helsingfors. Mall of Tripla är Finlands största köpcentrum.  Räknat i antalet butiker är Mall of Tripla Nordens största köpcentrum, med 250 butiker. 
Tripla består av 11 våningar, av vilka fem finns under jorden. I köpcentret finns bland annat cirka 250 affärer, restauranger, ett museum för inhemsk musik, en biograf, hälsovårdstjänster och till och med ett församlingshus. Det finns även möjlighet att testa på inomhussurfning och beach volley.
Köpcentret är ihopkopplat med järnvägsstationen i Böle. Det finns också utrymme för en eventuell framtida metrostation. Sammanlagt har Tripla-projektet kostat 1,2 miljarder euro. Köpcentret invigdes den 17 oktober 2019.  Kontorslokaler, bostäder och hotellet beräknas vara klara senast sommaren 2020, vilket är ett år tidigare än det ursprungligen var planerat.

## Galleri

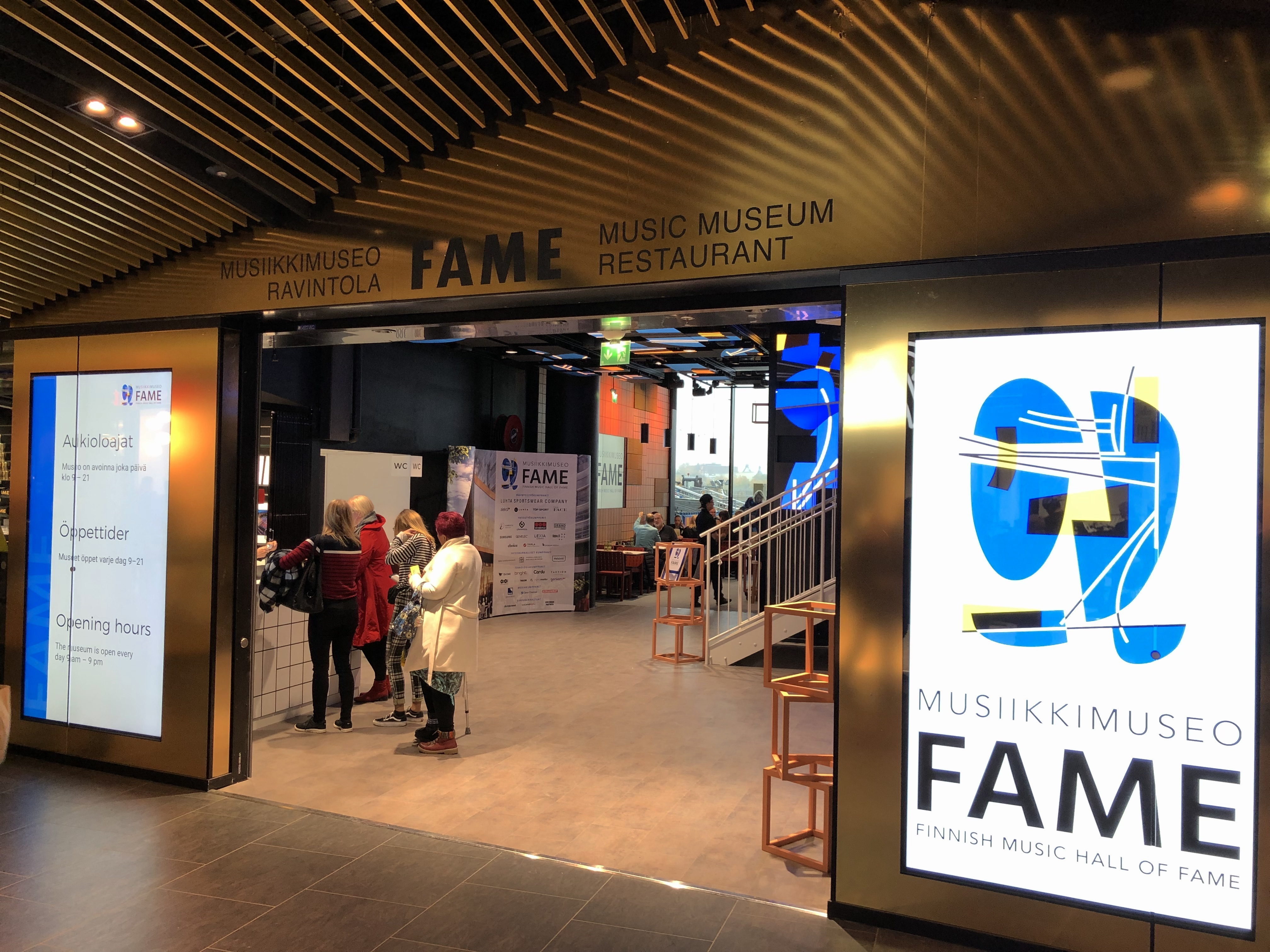
Musikmuseet Fame är en del av Tripla.
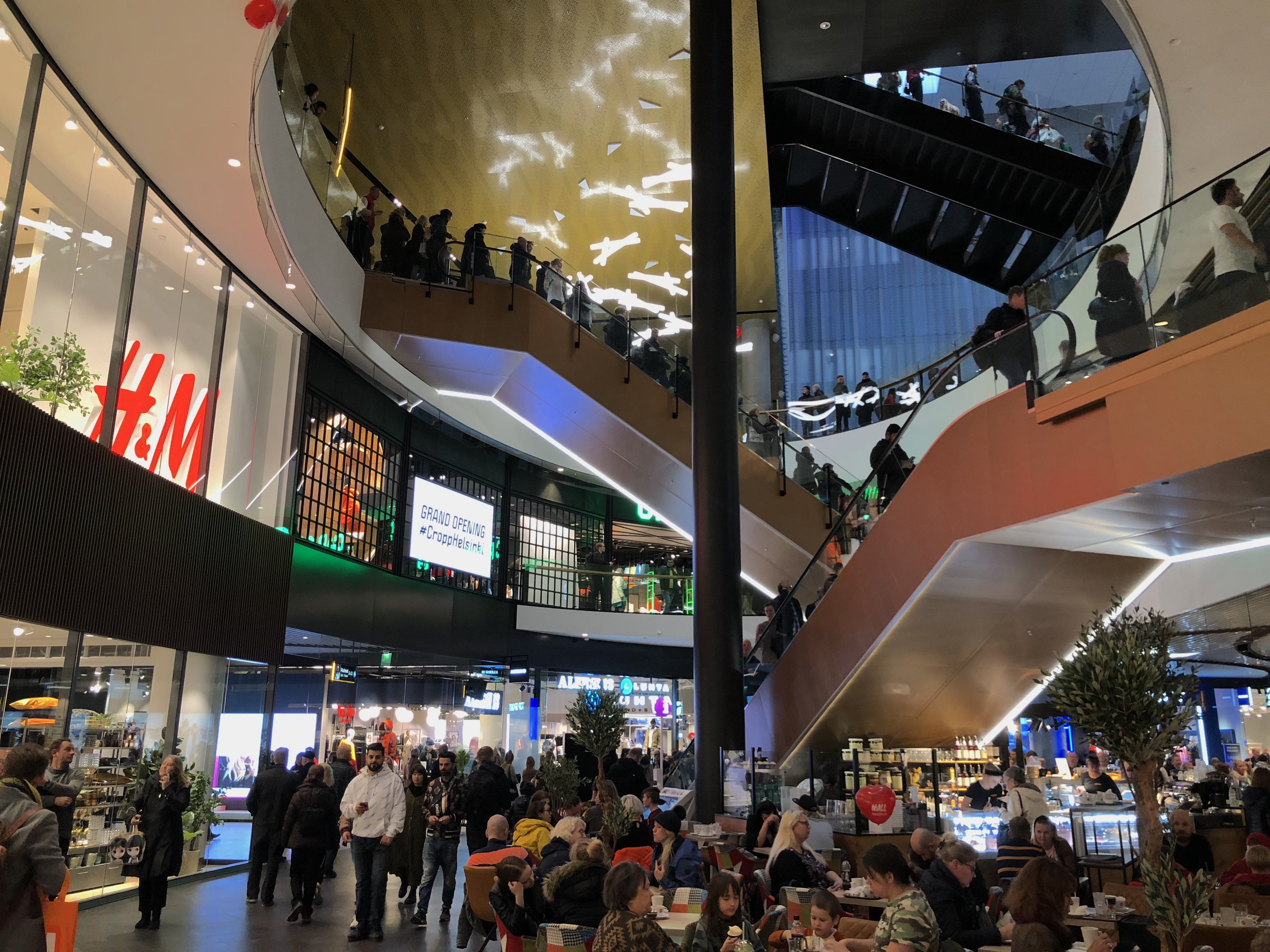
Klädaffärer
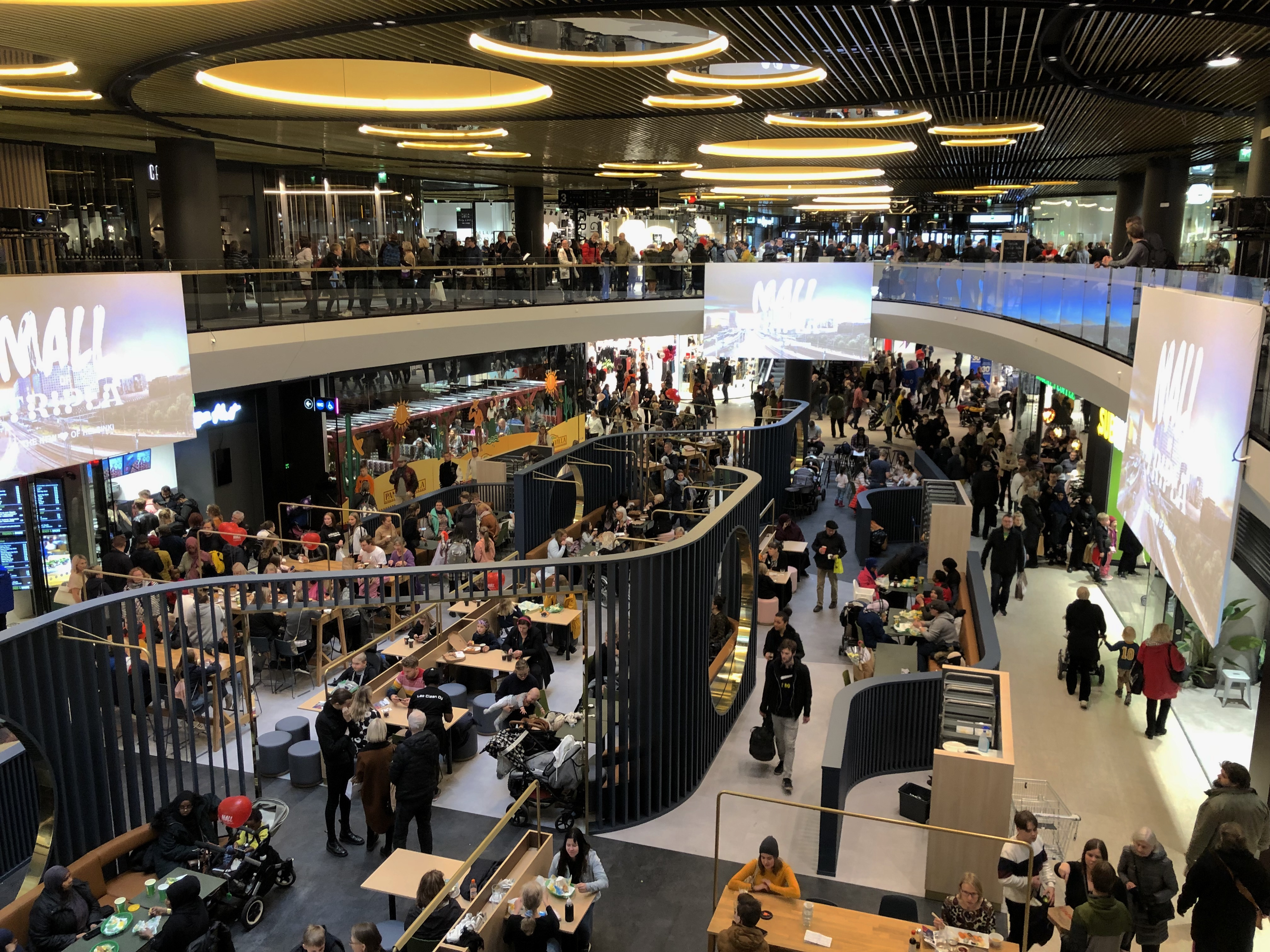
Restauranger
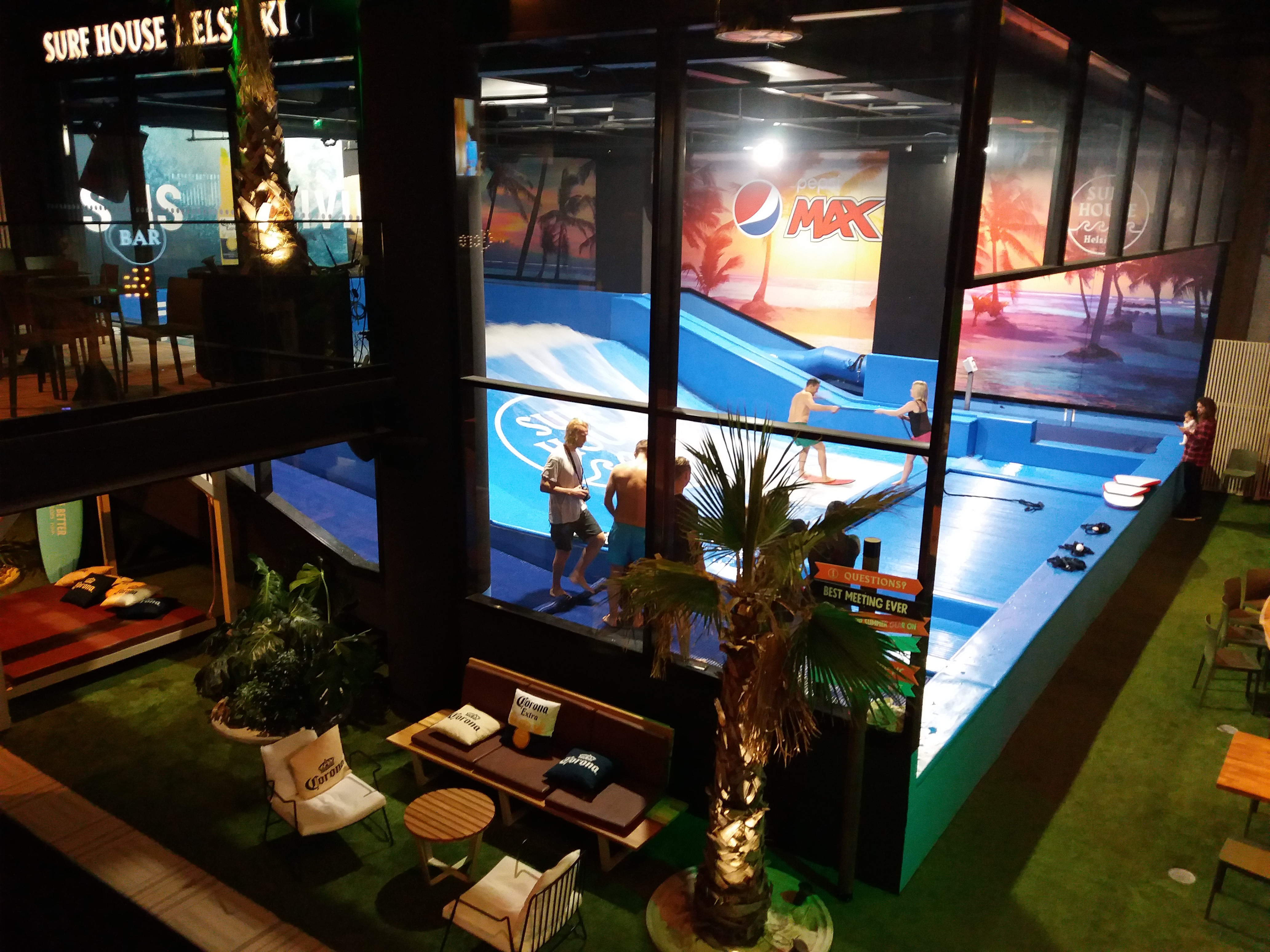
Fritidscentralen Down Under i Triplas källaren
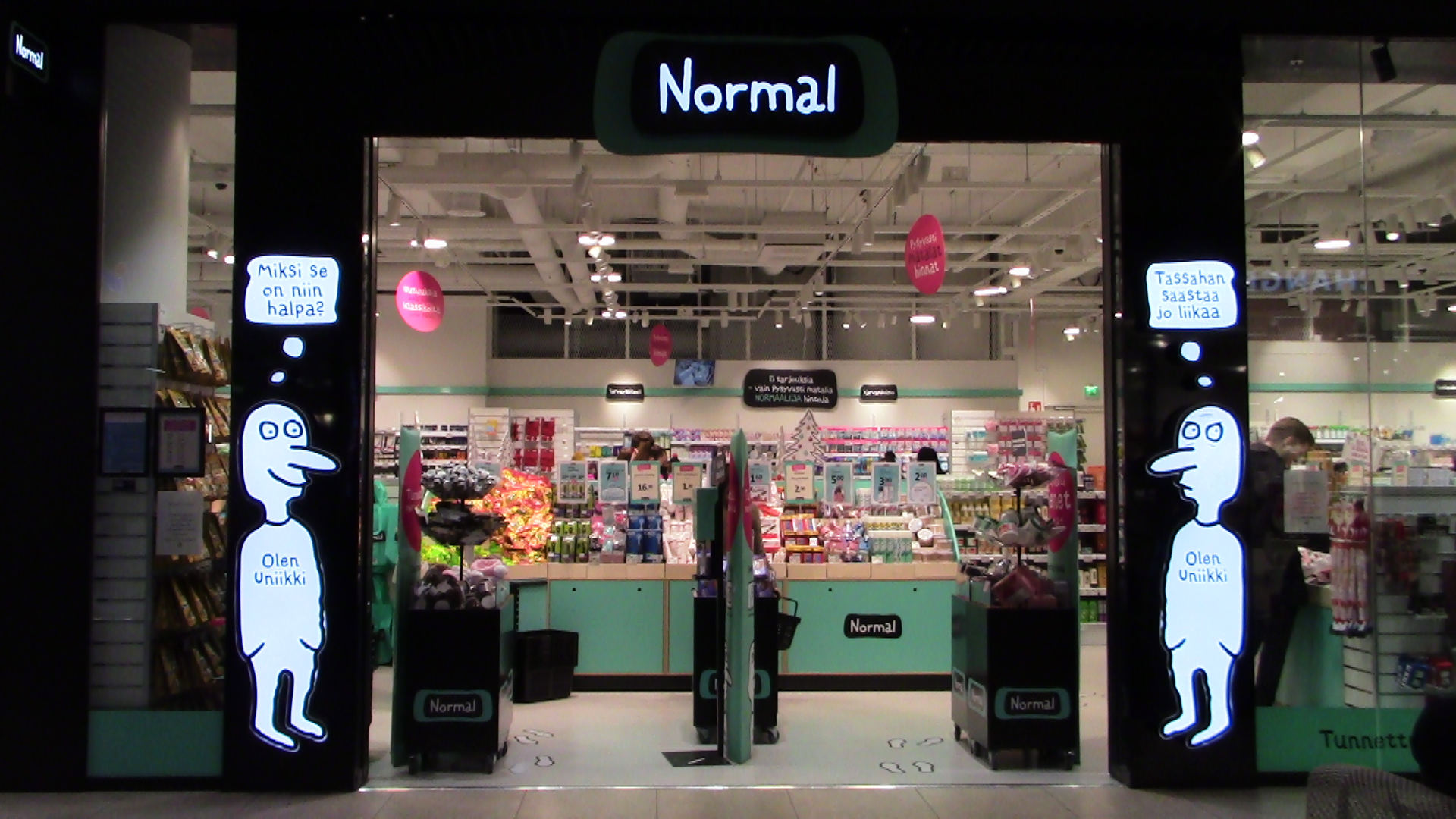
Lågpriskedjan Normal